# Morbus Chron

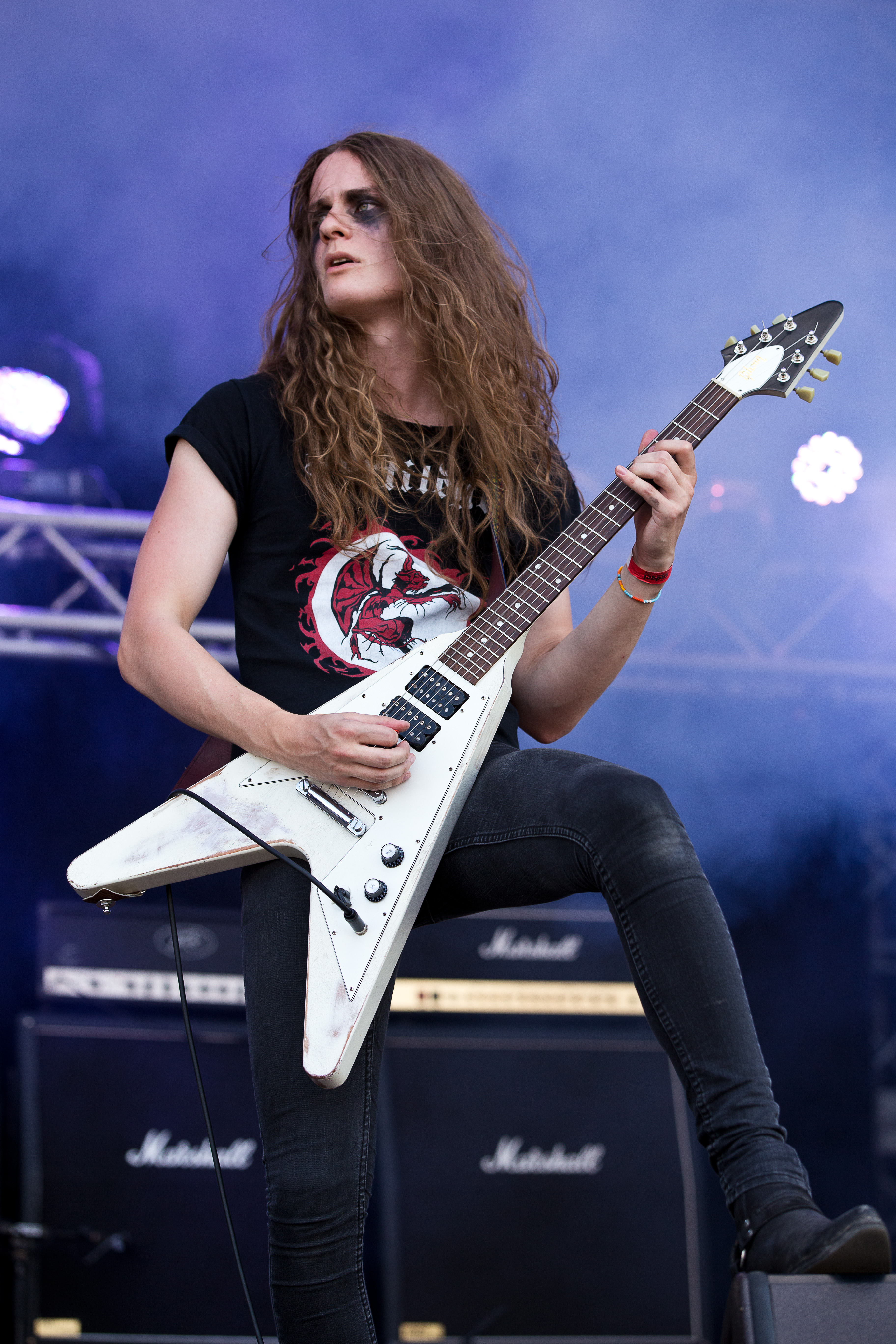
Auftritt von Morbus Chron auf dem Party.San Open Air 2015

Morbus Chron war eine schwedische Death-Metal-Band aus Stockholm, die im Jahr 2007 gegründet wurde und sich 2015 auflöste.

## Geschichte
Bereits im Jahr 2005 probten Robert Andersson und Edwin Aftonfalk nach der Schule im Alter von 15 Jahren regelmäßig Stücke von Metallica und Slayer. Nachdem sie jedoch eine Kompilation hörten, auf der Death, Possessed, Pungent Stench, Death Strike und Autopsy enthalten waren, schwenkten sie vom Thrash- zum Death Metal um. Morbus Chron wurde im Jahr 2007 gegründet und bestand aus dem Sänger und Gitarristen Robert Andersson, dem Gitarristen Edvin Aftonfalk und dem Schlagzeuger Stefan Johansson. 2008 kam der Bassist Adam Lindmark und vervollständigte die Besetzung. Es folgten die ersten Lieder, die als Demo Splendour of Disease im Jahr 2009 erschienen. Danach wechselte Lindmark vom Bass zum Schlagzeug, da er sowieso eigentlich Schlagzeuger war. Ihren neuen Bassisten Dag Landin fand die Band auf einer Party, nachdem sie in den Raum brüllte, wer bei Morbus Chron spielen wolle. Durch die EP Creepy Creeping Creeps erreichte die Band einen Vertrag bei Pulverised Records. Im November 2010 nahm die Band unter der Leitung von Nicke Andersson ihr Debütalbum auf, das unter dem Namen Sleepers in the Rift im August 2011 erschien. Mit der EP A Saunter Through the Shroud folgte der erste bei Century Media veröffentlichte Tonträger. Das erste Century-Media-Album schloss sich im Jahr 2014 unter dem Namen Sweven an. Für das Jahr 2014 waren Auftritte zusammen mit Triptykon und At the Gates geplant. 2015 gab die Gruppe aufgrund musikalischer Differenzen ihre Auflösung bekannt.

## Stil
Laut Bandbiografie wurde die Gruppe anfangs durch Bands wie Autopsy, Death Strike und Death beeinflusst. Die späteren Veröffentlichungen bei Century Media seien, neben Autopsy und Death, auch durch Bands wie Voivod, Darkthrone und Atheist beeinflusst worden. Laut Schlagzeuger Lindmark im Rock-Hard-Interview würden fast alle Lieder von Andersson geschrieben werden. Dieser schreibe sie meist am Computer und stelle die Rohfassungen mit provisorischen Bass- und Schlagzeugspuren den anderen Mitgliedern vor. Auf Sleepers in the Rift habe sich die Band noch Gore-Themen gewidmet, während man sich auf Sweven Okkultismus thematisiere. Laut Robert Müller vom Metal Hammer spiele die Band auf Sleepers in the Rift „Retro Death Metal“ und „versucht überaus erfolgreich, den jugendlich ungestümen Schweden-Sound der Frühneunziger nachzustellen“. Die Musik erinnere sehr stark an die von Death Strike. Laut Müller sei die Musik auf Sweven bedeutend progressiver, was sich schon auf A Saunter Through the Shroud, was progressiver und psychedelischer ausgefallen sei, abgezeichnet habe. Sweven sei mit The Formulas of Death von Tribulation vergleichbar.

## Diskografie
- 2009: Splendour of Disease (Demo, Eigenveröffentlichung)
- 2010: Creepy Creeping Creeps (EP, Me Saco Un Ojo Records)
- 2011: Sleepers in the Rift (Album, Pulverised Records)
- 2012: A Saunter Through the Shroud (EP, Century Media)
- 2014: Sweven (Album, Century Media)